# عبد الرزاق احمد بشیر
عبد الرزاق احمد بشیر (عربی: عبد الرزاق أحمد بشير؛ زادهٔ ۱ ژوئیهٔ ۱۹۴۰) بازیکن فوتبال اهل عراق بود.
از باشگاه‌هایی که در آن بازی کرده‌است می‌توان به باشگاه ورزشی المینا اشاره کرد.
وی همچنین در تیم‌های ملی فوتبال زیر ۲۳ سال عراق و عراق بازی کرده‌است.